# Trywell Kaira
Trywell Kaira (* 6. September 1986) ist ein sambischer Fußballspieler.

## Karriere
Trywell Kaira stand bis 2006 bei den Tigers Windhoek unter Vertrag. Der Verein aus dem namibischen Windhoek spielte in der ersten Liga, der Namibia Premier League. Im September 2006 wechselte er nach Deutschland, wo der sich dem GFC Düren 09 anschloss. Der Verein aus der nordrhein-westfälischen Stadt Düren spielte in der vierten Liga, der Oberliga Nordrhein. Am Ende der Saison musste er mit dem Verein, der den letzten Tabellenplatz belegte, in die Mittelrheinliga absteigen. Hier spielte er noch ein Jahr fünftklassig. Von Juli 2008 bis Januar 2009 war er vertrags- und vereinslos. Assyriska Föreningen i Norrköping, ein Verein aus Schweden, nahm ihn im Februar 2009 unter Vertrag. Bei dem Verein aus Norrköping spielte er bis Ende Juli 2009. Im August ging er wieder nach Namibia. Hier schloss er sich dem Ramblers Club aus Windhoek an. Im August 2010 ging er nach Eswatini, wo er für Manzini Sundowns FC und 
Mbabane Highlanders FC spielte. Anfang Januar 2013 zog es ihn nach Asien. Hier unterschrieb er in Thailand einen Vertrag beim Osotspa-Saraburi FC. Der Verein spielte in der höchsten Liga des Landes, der Thai Premier League. Für Osotspa spielte er zweimal in der ersten Liga. Ende 2013 wurde sein Vertrag nicht verlängert. Von Januar 2014 bis Juni 2015 war er vertrags- und vereinslos. Im Juli 2015 ging er wieder nach Deutschland. Hier verpflichtete ihn die Eschweiler SG aus Eschweiler. Mit dem Verein spielte er in der Kreisliga B. Nach einer Saison wechselte er zum Landesligisten SC Alemannia Straß nach Hürtgenwald. 2017 wechselte er zum Kreisligisten SG Stolberg.